# 怡和策略控股
怡和策略控股有限公司，簡稱怡和策略創辦於1986年，前身分別是香港投資者有限公司（Hong Kong Investors Ltd）及怡和證券。
2021年4月15日怡和控股宣佈在4月12日股東會通過以每股33美元，提出收購怡和策略15%股權及將其私有化，並且完成相關收購程序，因此該集團申請將怡和策略自英國、新加坡及百慕達市場除牌。

## 歷史

### 怡置互控
1980年當時怡和主席紐璧堅為防範華資財團覬覦，想出透過怡和與置地互控，捍衛公司控股權，但隨着1983年香港地產因九七問題的地產崩潰，怡置互控反成怡置系負累。1984年1月置地以每股12.3港元配售7200萬股怡和股票，套現8.6億港元，使置地持有怡和股權從42.6%減至25.3%。同時，怡和亦將對置地的持股量從30%減至25%。1986年3月，怡和證券向置地購入12.5%怡和股份，使置地持有怡和股權進一步下降至12.5%。

### 重組
早在1986年1月，怡和集團宣佈重大重組，由怡和控股、怡和證券、置地三家公司注資組成香港投資者有限公司（Hong Kong Investors Ltd），置地將剩餘持有的12.5%怡和股權全部注入新公司。其後新公司隨即與怡和證券合併，並在百慕達註冊成為怡和策略控股有限公司（Jardine Strategic Holdings Ltd），同年2月並取代怡和證券在香港的上市地位。置地不再持有怡和股份，而是怡和透過怡和策略控制置地，最終怡置互控解除。1986年9月及1987年4月置地先後將旗下的牛奶國際控股有限公司（Dairy Farm International Holdings Ltd）及文華東方國際有限公司（Mandarin Oriental International Ltd'），在香港獨立上市，並的改由怡和策略持有。

### 撤出香港股市
為防止九龍倉陷落歷史重現，1993年5月怡和再次要求豁免香港收購及合併守則約束，並建議百慕達當局以英國倫敦收購合併守則為藍本，處理怡置系股票。該行動被認定怡置系股票撤出香港股市訊號。最後1994年3月24日怡和控股發表聲明，決定從1994年12月31日起，終止怡和股票在香港的第二上市地位，撤離香港股市。

### 私有化
2021年3月9日怡和控股提出私有化怡和策略，有關交易將於今年4月底完成，交易完成後，怡和策略將成為怡和控股的全資子公司，而怡和策略不再擁有怡和控股股權，雙方將解除互控關系，私有化完成後，控股股東凱薩克家族及相關人士將持有43%的股權

### 近年買賣及交易明細
1996年4月3日怡和策略收購塔塔工業20％股權。
2001年12月17日怡和管理有限公司宣布，怡和太平洋控股有限公司已將其在亞太區房地產服務合資公司——怡高物業顧問控股有限公司（Colliers Jardine Holdings Limited）的一半股權售予其合營夥伴Colliers Macaulay Nicolls（「CMN」）。怡和太平洋將可藉此取得怡高物業顧問於香港及澳門物業管理業務之全部擁有權。
怡高物業顧問直接聘用逾1,600名員工，在亞太區專門提供物業評估、代理及管理服務，業務遍及澳洲、香港、新加坡、新西蘭、中國、印度、韓國、印尼、菲律賓、台灣及馬來西亞。
香港物業管理業務僱用逾3,100名員工，並管理327項有關住宅、商業及公共用途的物業，涉及的樓面面積達9,360萬平方呎
- 2002年
  - 9月13日塔塔集團已與怡和汽車公司達成協議，收購其在協和汽車Concorde Motors50％的股權。CML是塔塔集團和怡和汽車公司之間的50:50合資公司。買斷後，塔塔工業將持有44.4%。
  - 12月30日旗下怡和太平洋以總代價1.27億元，出售怡和物流全部權益，给保昌控股換取對方兩成權益，一躍成為保昌第二大股東。此舉令仍然虧損的怡和物流間接取得上市地位，亦是怡和集團在1984年撤離香港後，首度再踏足香港股市。
- 2005年
  - 6月23日，怡和策略將用1.85億美元（約14.43億港元）購入洛希爾父子的控股公司21%股權
  - 6月28日，大新銀行集團以9.36億元收購怡和及摩根大通聯營之怡泰富財務（香港）
  - 10月5日，Salmat Holdings Pty. Ltd收购和Jardine Matheson Group的合资企业怡和協邁有限公司的其余50%的亚洲业务，Jardine Matheson取得了Salmat Holdings Pty Ltd. 4 %的股权。
- 2006年5月25日，英国怡和保险顾问集团有限公司和广东立基物资贸易有限公司合资成立怡和立信保险经纪有限责任公司。怡和立信注册资本2000万元，主要从事大型商业险经纪、再保险经纪，国际海运、空运和运输保险和再保险经纪。

2009年12月7日，百勝餐飲集團與怡和餐飲集團正式簽約，百勝將肯德基台灣區經營權售予怡和餐飲。怡和餐飲集團接手台灣肯德基後，在台灣營運的三大餐飲品牌：必勝客、海滋客海鮮餐廳、肯德基，總店數合計達277家，店數規模將超越摩斯漢堡，成為台灣第二大速食業集團，僅次於擁有349家分店的麥當勞，百勝旗下必勝客品牌，亞洲（含台灣）業務就全數由怡和餐飲集團經營。
- 2010年
  - 1月20日以7.9億美元出售塔塔工業20％的股權给塔塔集團
  - 2月10日收购柬埔寨最大商業銀行愛喜利達銀行12.25%股权。
  - 5月25日斥資10.7億元，增持香港空運貨站至41.7％，成為HACTL最大股東

2011年3月1日嘉里物流收購怡和餐飲集團旗下食品餐飲品牌–九至五飲食。九至五飲食成立於1991年，九至五飲食是全港十大學校膳食服務供應商之一（以學生訂餐人數計）。
2013年，怡和保險顧問集團有限公司（JLT）收購韜睿惠悅再保險經紀部門，成立全球經紀機構JLT Towers Re。JLT在17個國家設有超過35個辦事處，是領先的保險經紀企業
2014年1月20日中升控股以每股10.79916元向怡和策略控股發行2.38億股新股，總額為25.86億港元，完成後，怡和策略將持有中升已擴大後股本約11.1%。同時怡策將認購中升總值30.91億元的年息2.85厘之3年期可換股債券，換股價每股12.95899元，據此可換取逾2.38億股。若全部行使債券，怡和策略將在中升持股20%，成為中升第三大股東，該批可換股債券以在2017年4月25日失效
2015年1月20日怡和保險顧問集團有限公司收購漢深逸森（上海）健康信息諮詢有限公司，業務合併後公司將更名為怡和漢深健康信息諮詢有限公司（以下稱“怡和漢深”），並整合漢深業務和怡和保險經紀在中國的員工福利業務
2015年11月12日怡和汽車以15.5億元現金收購安全貨倉位於柴灣嘉業街60號的柴灣貨倉大廈及其位於該大廈內之貨倉物業，涉及總樓面面積44萬平方呎
2017年3月9日，仁孚行以15.6億港元，出售香港黃竹坑道36號仁孚香港仔車廠，給郭炳湘旗下帝國集團，按可重建面積約16.3萬平方呎計，樓面地價高見9,541元呎。
2017年4月17日中升控股以每股11.15元向怡和策略控股發行1.32億股新股，總額為13.44億港元，完成後，怡和策略將持有中升已擴大後股本5.32%，持股量由15.51%上升至20.83%
2017年6月2日怡和策略控股旗下附屬公司JSH Venture ，以平均價格為每股5港元，斥資14.8億港元，購入紛美包裝296,177,741股普通股，佔公司的已發行股本約22.15%
2018年9月17日美國Marsh＆McLennan Companies以每股19.15英鎊現金，斥資56億美元收購怡和保險顧問集團有限公司，怡和持有怡和保險40.5%股份。
2019年3月27日中銀香港、京東數字科技及怡和分別投資44%、36%以及20%的合資公司Livi VB Limited，獲得金管局發出香港虛擬銀行牌照
2021年7月1日怡和控股出售旗下仁孚中國給中升控股，中升將於現金9億美元現金和價值4億美元的股份支付，完成交易後，怡和控股連同旗下全資附怡和策略，在中升的持股由原先的19.58%，提高至21.25%

## 業務
至今怡和洋行在香港仍然維持相當的業務，屬下子公司包括：置地集團、牛奶國際、文華東方酒店集團、怡和太平洋等等；投資的業務包括有：建築（金門建築）、地產（置地）、航运（香港空運貨站、怡中機場服務、香港貨櫃碼頭）、零售（惠康超級市場、7-11、萬寧藥房、宜家傢居、Pizza Hut、美心飲食集團）、投資銀行（洛希爾）、酒店（文華東方）、保險（怡和保險顧問集團）等等，員工總數超過十萬。怡和在香港以外，在東南亞地區（包括有：新加坡、馬來西亞、越南、印尼等）及英國亦有其他投資。儘管公司大部份業務仍然設在香港，但公司的運作總部已不在香港。
怡和集團的主要業務在怡和控股名下。怡和控股同時持有同系怡和策略的大部分權益。而怡和策略則交叉持有怡和控股的大部份股權。這種交叉互控方法，讓集團管理層能完全控制董事局，以防止被第三者進行收購。

## 業績
- - 2019年收入1033.08億美元（409.22億美元）
  - 盈利、84.93億美元
  - 員工、430000人
  - 資產、828.14億美元
  - 淨資產、218億美元
  - 怡和太平洋、67.67億美元（26.35億美元）
  - 怡和汽車、229.67億美元（56.9億美元）
  - 怡和保險、已出售
  - 香港置地、44.37億美元（23.2億美元）
  - 牛奶國際、276.65億美元（111.92億美元）
  - 文華東方酒店集團、9.08億美元（5.67億美元）
  - 怡和合發、69.58億美元（17.88億美元）
  - Astra、338.87億美元（168.03億美元）
  - 工程，建築和採礦、110.18億美元（53.2億美元）
  - 金融服務、47.12億美元（14.21億美元）
  - 其他、56.24億美元（32.62億美元）
  - 汽車、340.61億美元（149.44億美元）
  - 地產、44.37億美元（23.2億美元）
  - 酒店、9.08億美元（5.67億美元）
  - 餐廳、34.34億美元（7.33億美元）
  - 零售、276.65億美元（111.92億美元）
  - 總收入、1033.08億美元（409.22億美元）

### 集團成員
- 怡和策略控股
  - 中升控股21.25％

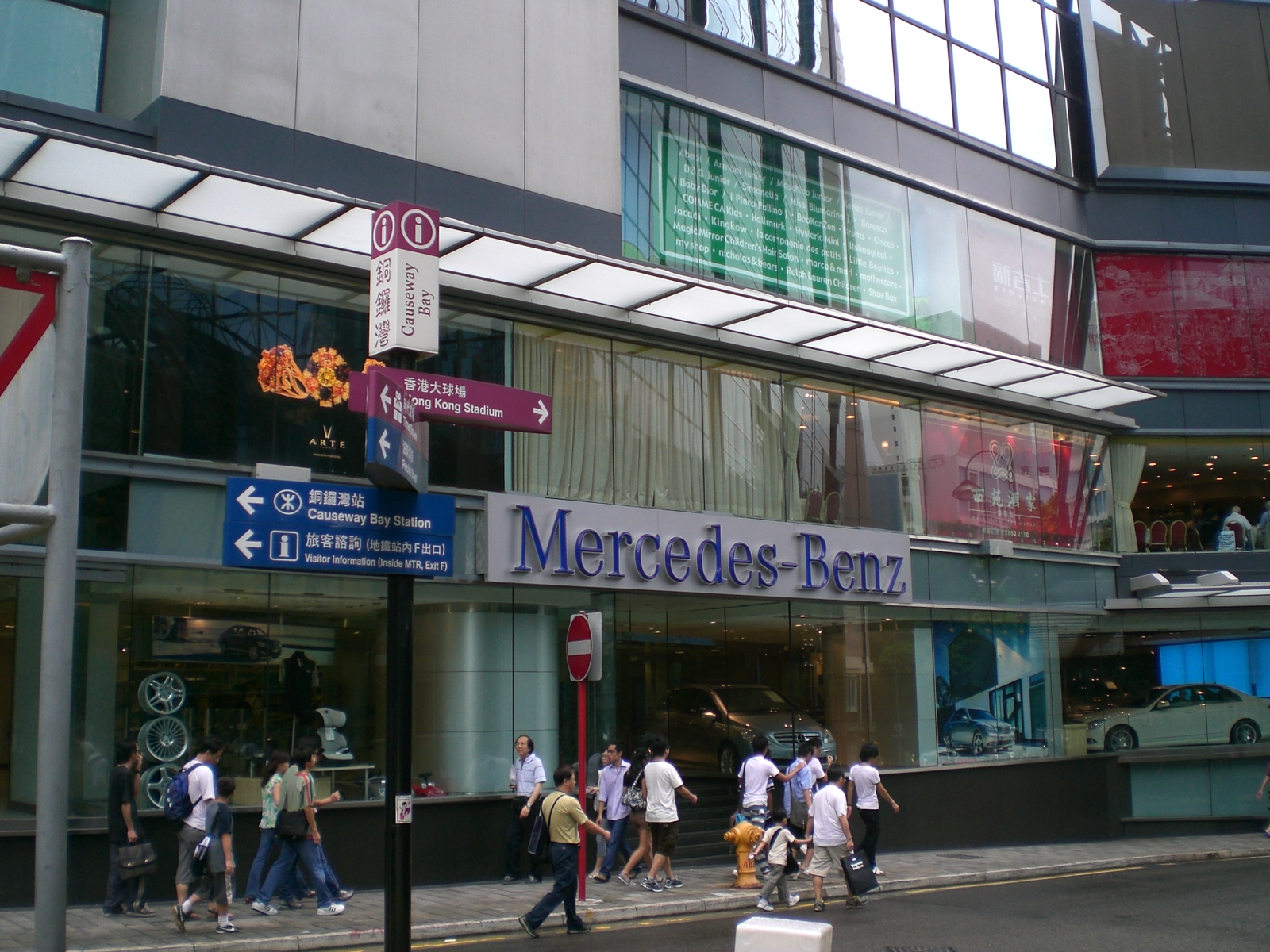
仁孚行，銅鑼灣分店

  - 洛希爾父子Paris Orléans 21%
  - 怡和洛希爾意輝亞洲資本（香港）有限公司
  - Livi虛擬銀行20%
  - 越南亞洲商業銀行7.3%
  - 柬埔寨愛喜利達銀行（Acleda Bank）12.5%
  - 畢達菲爾特銀行
- DFI零售集團
  - 美心集團50％
  - 永輝超市20％
  - 羅賓遜零售20％
  - Hero Supermarket87％
  - GCH Retail (Malaysia) Sdn Bhd90%
  - 宜家傢俬港澳臺印尼代理
  - 萬寧
  - 惠康
  - 新苗超級市場
  - ThreeSixty
  - Market Place by Jasons
  - 廣東賽壹便利店有限公司65％
  - 7-11香港，廣東，澳門，新加坡代理
- 香港置地
  - MCL地產100％
- 怡和太平洋
  - 紛美包裝28.2070%
  - 香港空運貨站41.67%
  - 金門建築50％（中興工程）
  - 怡和迅達（迅達集團）50％
  - 怡和機器100％（特靈50%）
  - 怡中航空服務50％
  - 怡和船務（阿聯船務代理公司(UASAC)
  - 怡和地產投資
  - 怡和飲食100％，擁有肯德基 必勝客
- 文華東方國際有限公司
  - 泰國東方酒店（OHTL）（32%股權）
- 怡和合發
  - 阿斯特拉國際企業集團（PT Astra）51％
  - PT Tunas Ridean Tbk 46.24%
  - 越南長海汽車29.2％
  - 越南冷機電股份公司30.3％
  - 越南乳業（Vinamilk） 11.62%
  - 京都大眾水泥公司（Siam City Cement）25.5％
  - 合發吉星100％
- 怡和國際汽車100％
  - 仁孚行

### 已出售的業務
- - 塔塔電力3%
  - 塔塔工業20％
  - 怡和保險顧問集團
  - 怡和科技
  - 富林明
  - 怡富集團
  - 九至五飲食
  - 怡泰富財務（香港）
  - 怡和物流
  - 怡高物業顧問控股有限公司
  - 怡和協邁有限公司
  - 協和汽車Concorde Motors
  - Jardine S ecuricor
  - Innovix Distribution
  - 仁孚（中國）有限公司（2020年營收192.24億人民幣（216.244億港元），銷量44768輛）除稅后溢利7.194億港元，總資產89.4億港元，浄值53.392億港元
  - 怡和汽車集團

## 外部連結
怡和策略簡介